# Passer mai solitario in alcun tetto
Passer mai solitario in alcun tetto è la duecentoventiseiesima lirica (RVF 226), nonché il sonetto CXC (190) del Canzoniere di Francesco Petrarca, dove la solitudine del passero e della fiera nel bosco richiamano al poeta la propria solitudine dovuta alla lontananza dell’amata.

## Testo e parafrasi
| Testo | Parafrasi |
| --- | --- |
| Passer mai solitario in alcun tetto non fu quant’io, né fera in alcun bosco, ch’i’ non veggio ‘l bel viso, et non conosco altro sol, né quest’occhi ànn’altro obiecto. Lagrimar sempre è ‘l mio sommo diletto,5 il rider doglia, il cibo assentio et tòsco, la notte affanno, e ‘l ciel seren m’è fosco, et duro campo di battaglia il letto. Il sonno è veramente, qual uom dice, parente de la morte, e ‘l cor sottragge 10 a quel dolce penser che ‘n vita il tene. Solo al mondo paese almo, felice, verdi rive fiorite, ombrose piagge, voi possedete, et io piango, il mio bene. | Mai un passero solitario su qualche tetto né fiera in alcun bosco, fu solitaria quanto me, poiché non vedo io nel viso, e non riconosco altro sole, né i miei occhi hanno obbiettivo differente. Il pianto continuo è la mia massima gioia, il riso è dolore, il cibo è assenzio e veleno, la notte mi procura tormento, e il cielo sereno per me è scuro, e il letto è duro come un campo di battaglia. Il sonno è veramente, come si dice, parente della morte, e sottrae il cuore a quel dolce affanno che lo tiene in vita. Voi verdi rive fiorite e pianure ombrose, paese unico al mondo e nobile, felice voi godete della presenza di Laura ed io piango. |

## Analisi
In questo sonetto, Petrarca vuole far intendere che nessun passero su un tetto e nessun animale selvatico in un bosco sono mai stati tanto soli quanto lo è ora lui, separato da Laura, e in preda alla sofferenza qualunque cosa faccia. Persino il sonno non gli da serenità, poiché la quiete lo distoglie dall’unico pensiero che lo tiene in vita. Mentre piange, la felicità appartiene a Valchiusa, che può pregiarsi di ospitare Laura.

## Struttura metrica
Il sonetto è costituito da 14 versi, divisi in quattro strofe: 2 quartine e 2 terzine. Le rime sono costituite secondo lo schema metrico ABBA-ABBA; CDE-CDE.